# Ruotesjekna
Ruotesjekna är en glaciär i Sarek i Sverige.